# Николаев (Львовский район)
Никола́ев (укр. Микола́їв) — село в Давыдовской сельской общине Львовского района Львовской области Украины.
Население по переписи 2001 года составляло 334 человека. Занимает площадь 1,3 км². Почтовый индекс — 81152. Телефонный код — 3230.

## Известные уроженцы
- Дучиминская, Ольга Васильевна (1883—1988) — украинская писательница, литературный критик, переводчик, культурно-просветительский деятель Украины.